# Chilensk sill
Chilensk sill (Clupea bentincki) är en fiskart som beskrevs av Norman, 1936. Chilensk sill ingår i släktet Clupea och familjen sillfiskar. Inga underarter finns listade i Catalogue of Life.